# Янополь (Люблінське воєводство)
Янополь (пол. Janopol) — село в Польщі, у гміні Клочев Рицького повіту Люблінського воєводства.
Населення — 207 осіб (2011).
У 1975-1998 роках село належало до Седлецького воєводства.

## Демографія
Демографічна структура станом на 31 березня 2011 року:
|          | Загалом | Допрацездатний вік | Працездатний вік | Постпрацездатний вік |
| -------- | ------- | ------------------ | ---------------- | -------------------- |
| Чоловіки | 105     | 20                 | 69               | 16                   |
| Жінки    | 102     | 20                 | 55               | 27                   |
| Разом    | 207     | 40                 | 124              | 43                   |